# Communauté de communes de La Ferté-Saint-Michel
La communauté de communes de La Ferté-Saint-Michel est une ancienne communauté de communes française, située dans le département de l'Orne et la région Normandie.

## Histoire
La communauté de communes de La Ferté-Saint-Michel est créée par arrêté préfectoral du 22 octobre 2012.
Deux arrêtés préfectoraux du 29 mars 2016 prévoient le rattachement de la commune déléguée d'Antoigny à la communauté de communes de La Ferté-Saint-Michel le 1er janvier 2017, à la suite de son intégration à la commune nouvelle de La Ferté-Macé, et le détachement de la commune déléguée de Saint-Michel-des-Andaines, à la suite de son intégration à la commune nouvelle de Bagnoles de l'Orne Normandie.
La communauté de communes de La Ferté-Saint-Michel est dissoute le 31 décembre 2016. La commune nouvelle de La Ferté-Macé intègre Flers Agglo et celle de Bagnoles de l'Orne Normandie la communauté de communes Andaine-Passais.

## Composition
La communauté regroupe deux communes du canton de La Ferté-Macé :
| Nom                       | Code Insee | Gentilé         | Superficie (km2) | Population (dernière pop. légale) | Densité (hab./km2) |
| ------------------------- | ---------- | --------------- | ---------------- | --------------------------------- | ------------------ |
| La Ferté-Macé             | 61168      | Fertois         | 27,04            | 4 994 (2021)                      | 185                |
| Saint-Michel-des-Andaines | 61431      | Saint-Michelois | 6,44             | 316 (2021)                        | 49                 |

## Administration
| Période      | Période       | Identité        | Étiquette | Qualité                |
| ------------ | ------------- | --------------- | --------- | ---------------------- |
| janvier 2013 | décembre 2016 | Jacques Dalmont | DVG       | Maire de La Ferté-Macé |